# A-Teens diskografi
Denna artikel inkluderar diskografin av popgruppen A-Teens.

## Album

### Studioalbum
| Titel               | Detaljer                                                                        | Topplacering | Topplacering | Topplacering | Topplacering | Topplacering | Topplacering | Topplacering | Topplacering | Topplacering | Topplacering | Sålda |
| Titel               | Detaljer                                                                        | SWE          | AUT          | BEL          | FIN          | GER          | NLD          | NOR          | SWI          | UK           | US           | Sålda |
| ------------------- | ------------------------------------------------------------------------------- | ------------ | ------------ | ------------ | ------------ | ------------ | ------------ | ------------ | ------------ | ------------ | ------------ | --- |
| The Abba Generation | - Släppt: 30 augusti 1999 - Skivbolag: Universal - Format: CD, Kassettband      | 1            | 2            | 14           | 2            | 2            | 2            | 2            | 12           | 85           | 71           | - SWE: 2× Platinum - ARG: Platinum - AUT: Guld - GER: Guld - MEX: Guld - NLD: Platinum - NOR: Platinum - POL: Platinum - SWI: Guld - US: Guld - EU: Platinum |
| Teen Spirit         | - Släppt: 26 februari 2001 - Skivbolag: Universal - Format: CD, kassettband     | 2            | 18           | —            | 33           | 5            | 42           | 37           | 13           | —            | 50           | - SWE: Guld - ARG: Guld - US: Guld |
| Pop 'til You Drop!  | - Släppt: 18 juni 2002 - Skivbolag: MCA - Format: CD                            | —            | —            | —            | —            | —            | —            | —            | —            | —            | 45           | |
| New Arrival         | - Släppt: 27 januari 2003 - Skivbolag: Universal - Format: CD, digital download | 4            | —            | —            | —            | 95           | 91           | —            | —            | —            | —            | |

### Samlingsalbum
| Titel         | Detaljer                                                                        | Topplacering |
| Titel         | Detaljer                                                                        | SWE          |
| ------------- | ------------------------------------------------------------------------------- | ------------ |
| Greatest Hits | - Släppt: 5 maj 2004 - Skivbolag: Universal - Format: CD, digital download      | 16           |
| 14 Hits       | - Släppt: 2004 - Skivbolag: Stockholm, Universal - Format: CD, digital download | —            |

## Singlar
| År   | Singel                              | Topplacering | Topplacering | Topplacering | Topplacering | Topplacering | Topplacering | Topplacering | Topplacering | Topplacering | Topplacering | Sålda                       | Album                |
| År   | Singel                              | SWE          | AUT          | BEL          | FIN          | GER          | NLD          | NOR          | SWI          | UK           | US           | Sålda                       | Album                |
| ---- | ----------------------------------- | ------------ | ------------ | ------------ | ------------ | ------------ | ------------ | ------------ | ------------ | ------------ | ------------ | --------------------------- | -------------------- |
| 1999 | "Mamma Mia"                         | 1            | 14           | 10           | 14           | 10           | 7            | 3            | 9            | 12           | —            | - SWE: 4× Platinum          | The Abba Generation  |
| 1999 | "Super Trouper"                     | 2            | 11           | 31           | —            | 4            | 11           | 15           | 18           | 21           | —            | - SWE: Platinum - GER: Guld | The Abba Generation  |
| 1999 | "Gimme! Gimme! Gimme!"              | 10           | —            | 4            | —            | 33           | 24           | —            | 51           | —            | —            | - SWE: Guld                 | The Abba Generation  |
| 1999 | "Happy New Year"                    | 4            | —            | —            | 12           | —            | —            | —            | —            | —            | —            | - SWE: Guld                 | The Abba Generation  |
| 2000 | "Dancing Queen"                     | —            | —            | —            | —            | 64           | 88           | —            | —            | —            | 95           |                             | The Abba Generation  |
| 2000 | "Upside Down"                       | 2            | 34           | 28           | —            | 10           | 28           | —            | 7            | 10           | 93           | - SWE: 2× Platinum          | Teen Spirit          |
| 2001 | "Halfway Around the World"          | 7            | —            | —            | —            | 51           | —            | —            | 73           | 30           | —            | - SWE: Guld                 | Teen Spirit          |
| 2001 | "Sugar Rush"                        | 15           | —            | —            | —            | 72           | —            | —            | —            | —            | —            |                             | Teen Spirit          |
| 2001 | "Heartbreak Lullaby"                | 6            | —            | —            | —            | 77           | —            | —            | 97           | —            | —            |                             | The Princess Diaries |
| 2002 | "Can't Help Falling in Love"        | 12           | —            | —            | —            | —            | 50           | —            | —            | —            | —            |                             | Pop 'til You Drop!   |
| 2002 | "Floorfiller"                       | 4            | 46           | —            | —            | 33           | —            | —            | —            | —            | —            | - SWE:Gold                  | Pop 'til You Drop!   |
| 2003 | "A Perfect Match"                   | 2            | —            | —            | —            | 77           | —            | —            | —            | —            | —            |                             | New Arrival          |
| 2003 | "Let Your Heart Do All the Talking" | —            | —            | —            | —            | —            | —            | —            | —            | —            | —            |                             | New Arrival          |
| 2004 | "I Promised Myself"                 | 2            | —            | —            | —            | —            | —            | —            | —            | —            | —            |                             | Greatest Hits        |

## Musikvideor
| År   | Titel                                          | Regissör       |
| ---- | ---------------------------------------------- | -------------- |
| 1999 | "Mamma Mia"                                    | Henrik Sylvén  |
| 1999 | "Super Trouper"                                | Sebastian Reed |
| 1999 | "Gimme! Gimme! Gimme! (A Man After Midnight)"  | Sebastian Reed |
| 2000 | "Dancing Queen"                                | Patrick Kiely  |
| 2000 | "Upside Down"                                  | Patrick Kiely  |
| 2001 | "Halfway Around the World"                     | Mikadelica     |
| 2001 | "Sugar Rush"                                   | Patrick Kiely  |
| 2001 | "Heartbreak Lullaby"                           |                |
| 2002 | "Can't Help Falling in Love" (Disney version)  | Gregory Dark   |
| 2002 | "Can't Help Falling in Love" (A*Teens version) | Gregory Dark   |
| 2002 | "Floorfiller"                                  | Sanaa Hamri    |
| 2003 | "A Perfect Match"                              |                |
| 2004 | "I Promised Myself"                            | Gustav Johnson |

## Övrigt
| År   | Sång            | Album       |
| ---- | --------------- | ----------- |
| 2002 | "Under the Sea" | Disneymania |